# Городское поселение посёлок Красная Яруга
Городско́е поселе́ние «Посёлок Кра́сная Яру́га» — муниципальное образование в Краснояружском районе Белгородской области.
Административный центр — посёлок городского типа Красная Яруга.

## История
Городское поселение «Посёлок Красная Яруга» образован 20 декабря 2004 года в соответствии с Законом Белгородской области № 159.

## Население
| 2010  | 2011  | 2012  | 2013  | 2014  | 2015  | 2016  | 2017  | 2018  |
| ----- | ----- | ----- | ----- | ----- | ----- | ----- | ----- | ----- |
| 8033  | ↗8050 | ↘8013 | ↘8010 | ↘7941 | ↗7948 | ↗8099 | ↗8168 | ↘8082 |
| 2019  | 2020  | 2021  |       |       |       |       |       |       |
| ↘7967 | ↘7885 | ↗7957 |       |       |       |       |       |       |

## Состав городского поселения
| № | Населённый пункт | Тип населённого пункта      | Население |
| - | ---------------- | --------------------------- | --------- |
| 1 | Дубино           | посёлок                     | ↘0        |
| 2 | Красная Яруга    | пгт, административный центр | ↗7957     |